# Kogechokolade
Kogechokolade, nogle gange også overtrækschokolade, er chokolade der bliver fremstillet med henblik på at blive anvendt i bagværk eller søde madvarer. Mørk chokolade, mælkechokolade og hvid chokolade bliver alle produceret og markedsført som kogechokolade. Kogechokolade er normalt billigere end normal chokolade til direkte spisning, med undtagelse af økologisk chokolade.